# Томас Гітцльшпергер
Томас Гітцльшпергер (нім. Thomas Hitzlsperger; 5 квітня 1982, Мюнхен, ФРН) — колишній німецький футболіст, півзахисник, колишній гравець національної збірної Німеччини.

## Кар'єра

### Клубна
Томас Гітцльшпергер — вихованець футбольного клубу «„Баварія“ (Мюнхен)».
У серпні 2000 року він перебрався в англійську «Астон Віллу». Дебют футболіста в основному складі клубу з Бірмінгема відбувся 13 січня 2001 року в грі проти «Ліверпуля». Цей матч виявився єдиним для півзахисника в його першому сезон в Англії. Першу половину сезону 2001/02 Гітцльшпергер провів в оренді в клубі «Честерфілд». На початку 2002 року, після призначення на пост головного тренера «Астон Вілли» Грема Тейлора Гітцльшпергер став досить часто грати за основний склад клубу, а 20 квітня забив свій перший гол (у ворота "Лестеру "). За «левів» півзахисник виступав до 2005 року. За цей час, в цілому, він зіграв понад 100 матчів.

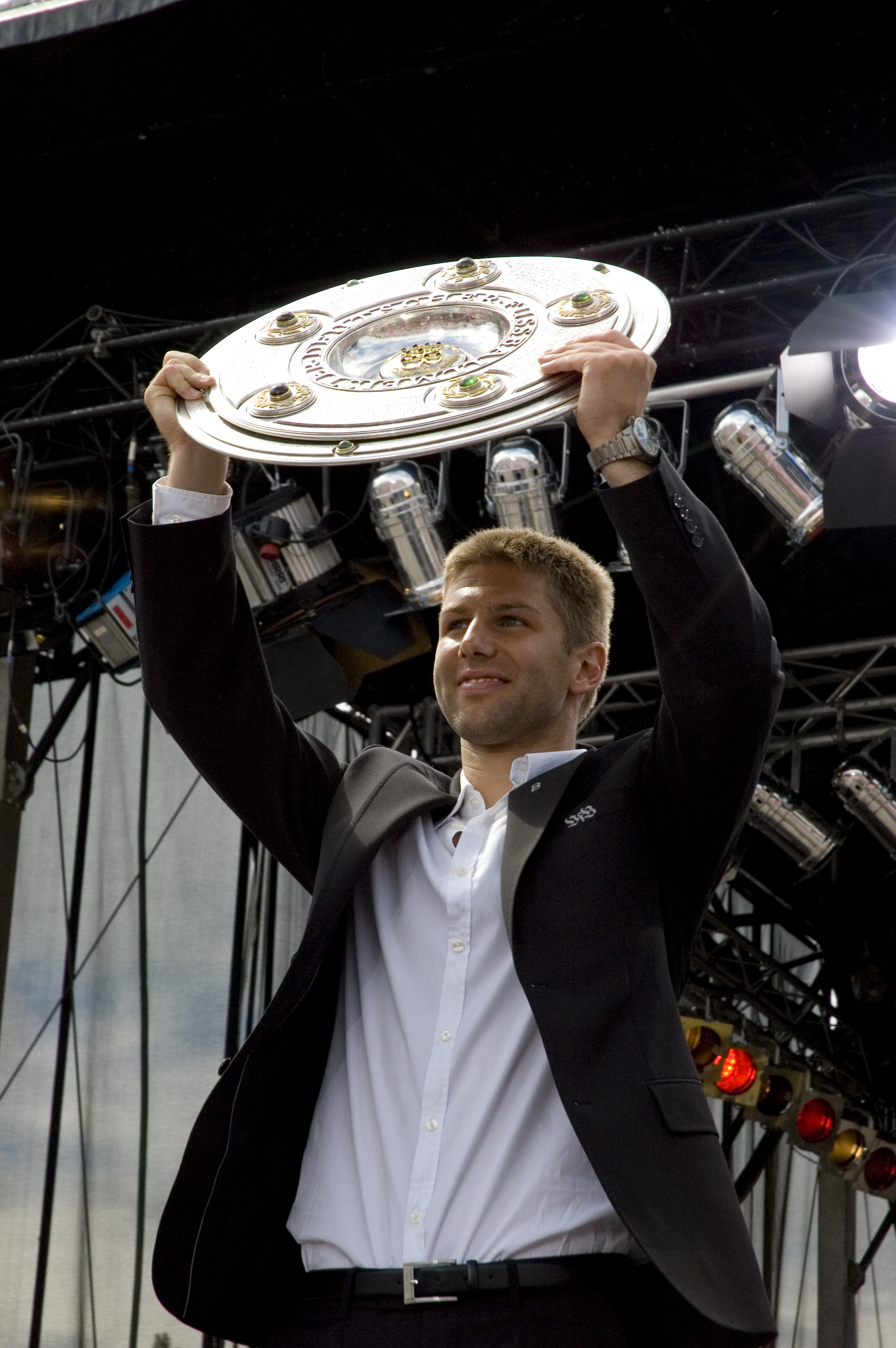
Гітцльшпергер святкує перемогу в Бундеслізі в 2007 році

Влітку 2005 року Томас на правах вільного агента перейшов в клуб німецької Бундесліги «Штутгарт», де відразу став гравцем основного складу. Найбільш успішним для футболіста у складі «швабів» став сезон 2006/07, коли клуб став чемпіоном Німеччини, а сам гравець взяв участь в 30 іграх і забив 7 голів. З липня 2008 року по грудень 2009 року Томас був капітаном «Штутгарта», змінивши на цій посаді португальця Фернанду Мейра. З 1 грудня його змінив на цій посаді француз Маттьє Дельп'єрр.
В останній день січня 2010 року Томас перейшов до італійського «Лаціо», за який провів 6 матчів і забив 1 гол.
5 червня 2010 Гітцльшпергер перейшов до клубу «Вест Хем Юнайтед», підписавши контракт на 3 роки. Проте ще до початку сезону він отримав серйозну травму, через яку дебютував за « Вест Хем» лише 21 лютого 2011 року в матчі Кубка Англії проти «Бернлі». У першому ж матчі в складі «молотків» Гітцльшпергер відзначився забитим голом. У Прем'єр- лізі за «Вест Хем» футболіст зіграв 11 матчів, в яких забив 2 голи (у ворота «Сток Сіті» і «Блекберн Роверс»). За підсумками сезону півзахисник покинув команду на правах вільного агента, оскільки в його контракті був пункт, згідно з яким німець міг покинути команду в разі її вильоту з Прем'єр-ліги.
17 серпня 2011 року Гітцльшпергер перейшов в «Вольфсбург» як вільний агент. В сезоні 2011/12 Гітцльшперґер брав участь лише в 6 іграх «Вовків», більшу частину сезону пропустивши через травми. По закінченню сезону дію контракту футболіста з клубом було зупинено.
19 жовтня 2012 року Гітцльшпергер підписав короткотерміновий контракт з англійським клубом «Евертон» до січня 2013 року. Взимку мерсисайдський клуб продовжив контракт з футболістом вже до кінця сезону. Після закінчення контракту гравець покинув команду, провівши за неї сім матчів (чотири — у стартовому складі).
4 вересня 2013 Томас Гітцльшпергер закінчив кар'єру професійного футболіста.

### В збірній
Гітцльшпергер був капітаном юніорської збірної Німеччини (до 19 років). Виступав він і за молодіжну (до 21 року) німецьку збірну, зігравши 20 матчів і забивши 3 м'ячі.
Перший матч за національну збірну Німеччини провів 9 жовтня 2004 року проти збірної Ірану. Перший гол за збірну забив у ворота збірної Сан-Марино 6 вересня 2006 року.
За головну збірну країни Гітцльшпергер виступав до 2010 року. За цей час у складі збірної Німеччини він став бронзовим призером Кубка конфедерацій 2005, бронзовим призером чемпіонату світу 2006 і срібним призером чемпіонату Європи 2008.
Всього в майці збірної Німеччини провів 52 матчі, в яких забив шість голів.

## Статистика

### Клубна
| Клуб              | Сезон             | Ліга | Ліга | Кубки | Кубки | Єврокубки | Єврокубки | Інше | Інше | Всього | Всього |
| Клуб              | Сезон             | Ігри | Голи | Ігри  | Голи  | Ігри      | Голи      | Ігри | Голи | Ігри   | Голи   |
| ----------------- | ----------------- | ---- | ---- | ----- | ----- | --------- | --------- | ---- | ---- | ------ | ------ |
| Честерфілд        | 2001—02           | 5    | 0    | 0     | 0     | 0         | 0         | 0    | 0    | 5      | 0      |
| Честерфілд        | Всього            | 5    | 0    | 0     | 0     | 0         | 0         | 0    | 0    | 5      | 0      |
| Астон Вілла       | 2000—01           | 1    | 0    | 0     | 0     | 0         | 0         | 0    | 0    | 1      | 0      |
| Астон Вілла       | 2001—02           | 12   | 1    | 0     | 0     | 0         | 0         | 0    | 0    | 12     | 1      |
| Астон Вілла       | 2002—03           | 26   | 2    | 3     | 2     | 0         | 0         | 0    | 0    | 29     | 4      |
| Астон Вілла       | 2003—04           | 32   | 3    | 6     | 2     | 0         | 0         | 0    | 0    | 38     | 5      |
| Астон Вілла       | 2004—05           | 28   | 3    | 2     | 0     | 0         | 0         | 0    | 0    | 30     | 3      |
| Астон Вілла       | Всього            | 99   | 9    | 11    | 4     | 0         | 0         | 0    | 0    | 110    | 13     |
| Штутгарт          | 2005—06           | 26   | 2    | 2     | 1     | 7         | 0         | 0    | 0    | 35     | 3      |
| Штутгарт          | 2006—07           | 30   | 7    | 5     | 3     | 0         | 0         | 0    | 0    | 35     | 10     |
| Штутгарт          | 2007—08           | 25   | 5    | 4     | 2     | 2         | 0         | 0    | 0    | 31     | 7      |
| Штутгарт          | 2008—09           | 32   | 5    | 2     | 0     | 5         | 1         | 0    | 0    | 39     | 6      |
| Штутгарт          | 2009—10           | 12   | 1    | 3     | 1     | 5         | 0         | 0    | 0    | 20     | 2      |
| Штутгарт          | Всього            | 125  | 20   | 16    | 7     | 19        | 1         | 0    | 0    | 160    | 28     |
| Лаціо             | 2009—10           | 6    | 1    | 0     | 0     | 0         | 0         | 0    | 0    | 6      | 1      |
| Лаціо             | Всього            | 6    | 1    | 0     | 0     | 0         | 0         | 0    | 0    | 6      | 1      |
| Вест Хем Юнайтед  | 2010—11           | 11   | 2    | 2     | 1     | 0         | 0         | 0    | 0    | 13     | 3      |
| Вест Хем Юнайтед  | Всього            | 11   | 2    | 2     | 1     | 0         | 0         | 0    | 0    | 13     | 3      |
| Вольфсбург        | 2011—12           | 6    | 0    | 0     | 0     | 0         | 0         | 0    | 0    | 6      | 0      |
| Вольфсбург        | Всього            | 6    | 0    | 0     | 0     | 0         | 0         | 0    | 0    | 6      | 0      |
| Евертон           | 2012—13           | 7    | 0    | 2     | 0     | 0         | 0         | 0    | 0    | 9      | 0      |
| Евертон           | Всього            | 7    | 0    | 2     | 0     | 0         | 0         | 0    | 0    | 9      | 0      |
| Всього за кар'єру | Всього за кар'єру | 259  | 32   | 31    | 12    | 19        | 1         | 0    | 0    | 309    | 45     |

### В збірній
| № | Дата       | Поле       | Суперник    | Рахунок | Результат | Турнір                 |
| - | ---------- | ---------- | ----------- | ------- | --------- | ---------------------- |
| 1 | 06.09.2006 | Серравалле | Сан-Марино  | 9:0     | 13:0      | Кваліфікація Євро-2008 |
| 2 | 06.09.2006 | Серравалле | Сан-Марино  | 11:0    | 13:0      | Кваліфікація Євро-2008 |
| 3 | 06.06.2007 | Гамбург    | Словаччина  | 2:1     | 2:1       | Кваліфікація Євро-2008 |
| 4 | 17.11.2007 | Мюнхен     | Кіпр        | 4:0     | 4:0       | Кваліфікація Євро-2008 |
| 5 | 6.02.2008  | Відень     | Австрія     | 1:0     | 3:0       | Товариський матч       |
| 6 | 6.09.2008  | Вадуц      | Ліхтенштейн | 5:0     | 6:0       | Кваліфікація ЧС-2010   |

## Досягнення

### Командні
«Штутгарт»
- Чемпіонат Німеччини
  - Чемпіон (1): Чемпіон Німеччини 2006/07

Збірна Німеччини
- Кубок конфедерацій
  - Бронзовий призер (1): 2005
- Чемпіонат світу з футболу
  - Бронзовий призер (1): 2006
- Чемпіонат Європи
  - Віце-чемпіон (1): 2008

### Особисті
«Штутгарт»
- Гравець місяця в Бундеслізі: квітень 2007, листопад 2007.
- Лауреат премії Юліуса Хірша за вклад в розвиток терпимості і гуманізму: 2011.

## Особисте життя
Томас — син баварського фермера, у нього є сестра і 5 братів.
У червні 2007 року розлучився зі своєю подругою Інгою за місяць до призначеного весілля. Після закінчення кар'єри, в січні 2014 року першим з відомих німецьких футболістів офіційно заявив, що є геєм. За словами колишнього спортсмена, процес усвідомлення власної гомосексуальності був довгим і складним і лише в останні кілька років він остаточно зрозумів, ким є насправді.